# 노르마 (오페라)

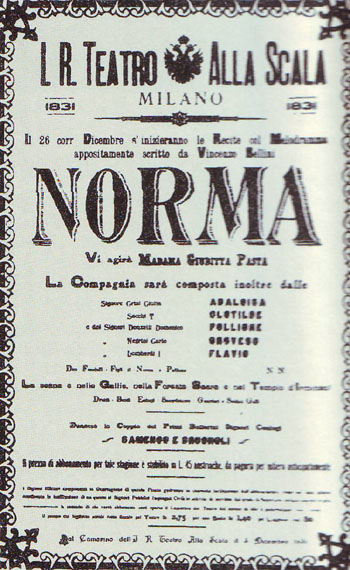

노르마(Norma)는 빈첸초 벨리니가 작곡한 막의 오페라이다. 알랙산드르 수메의 (Norma, ossia L'infanticidio)를 기초로 주제페 펠리체 로마니가 이탈리아어 대본은 작성하였다. 1831년 12월 26일 밀라노의 라 스카라 극장에서 초연되었다.
이 오페라는 벨칸토 전통의 최고 정점에 오른 대표적인 작품으로 평가된다. 20세기 전까지는 이 오페라는 거의 잊혀졌으나, 마리아 칼라스가 이 오페라의 표제를 맡아 열연함으로써 인기를 얻게 되었다.

## 등장인물
- 노르마, 이르민술 사원의 여사제장, 오로베소의 딸, 신탁의 예언자 (소프라노).
- 아달지사, 젊은 여사제 (소프라노).
- 폴리오네, 갈리아 지구 로마 총독 (테너).
- 오로베소, 드루이드 족장 (베이스).
- 클로틸데, 노르마의 시녀, 친구 (소프라노).
- 플라비오, 폴리오네의 동료 (테너)
- 두아이(묵음)
- 승녀, 여승, 병사 (합창 + 연기자 또는 무용)

## 줄거리
- 때 : 기원전 50년경 로마 공화국의 말기
- 곳 : 갈리아 지방

### 1막
- 드루이드 종파의 숲속 성지(聖地), 노르마의 거처 부근

### 2막
- 노르마의 거처 , 드루이의 숲 (성지)

## 유명한 음악
- 1막: 서곡
- 1막: Casta diva, 노르마의 카바타나
- 1막: Sola, furtiva al tempio, 노르마와 아달지사 이중창
- 1막: Ah! di qual sei tu vittima, terzetto 노르마, 폴리오네와 아달지사
- 2막: Teneri figli, 노르마의 아리오소
- 2막: Deh, con te, con te li prendi, 노르마와 아달지사 이중창
- 2막: Guerra, guerra! le galliche selve, 합창
- 2막: In mia man alfin tu sei, 노르마와 폴리오네 이중창
- 2막: Deh! non volerli vittime